# 큰대나무박쥐
큰대나무박쥐(Tylonycteris robustula)는 애기박쥐과에 속하는 박쥐의 일종이다. 캄보디아와 중국, 인도, 인도네시아, 라오스, 말레이시아, 미얀마, 필리핀, 싱가포르 그리고 태국에서 발견된다.

## 아종
2종의 아종이 알려져 있다.
- Tylonycteris robustula malayana
- Tylonycteris robustula robustula